# Velebitska vrkuta
Velebitska vrkuta (lat. Alchemilla plicatula, sin. Alchemilla velebitica), ljekovita biljna vrsta iz porodica ružovki. rasprostranjena je po Dinaridima, poglavito na lokalitetima u Sloveniji, Hrvatskoj, južnoj Srbiji, Crnoj Gori, Albaniji, Makedoniji i Grčkoj na nadmorskim visinama od 1200 do 2200 m. U Hrvatskoj raste na na Velebitu,  Dinari, Kamešnici i Biokovu. 
Naraste od 8 do 16 cm visine, dlanasto razdijeljeni zeleni listovi sa srebrnkastim naličjem, promjera 4-6 cm. Sinonim joj je Alchemilla plicatula.